# Cássio Albuquerque dos Anjos
Cássio Albuquerque dos Anjos noto semplicemente come Cássio (Rio de Janeiro, 12 agosto 1980) è un ex calciatore brasiliano, di ruolo portiere.

## Palmarès

### Club

#### Competizioni statali
- Taça Rio: 1

Vasco da Gama: 2004

#### Competizioni nazionali
- Coppa del Re dei Campioni: 1

Al-Taawoun: 2019